# Windmolentje (speelgoed)

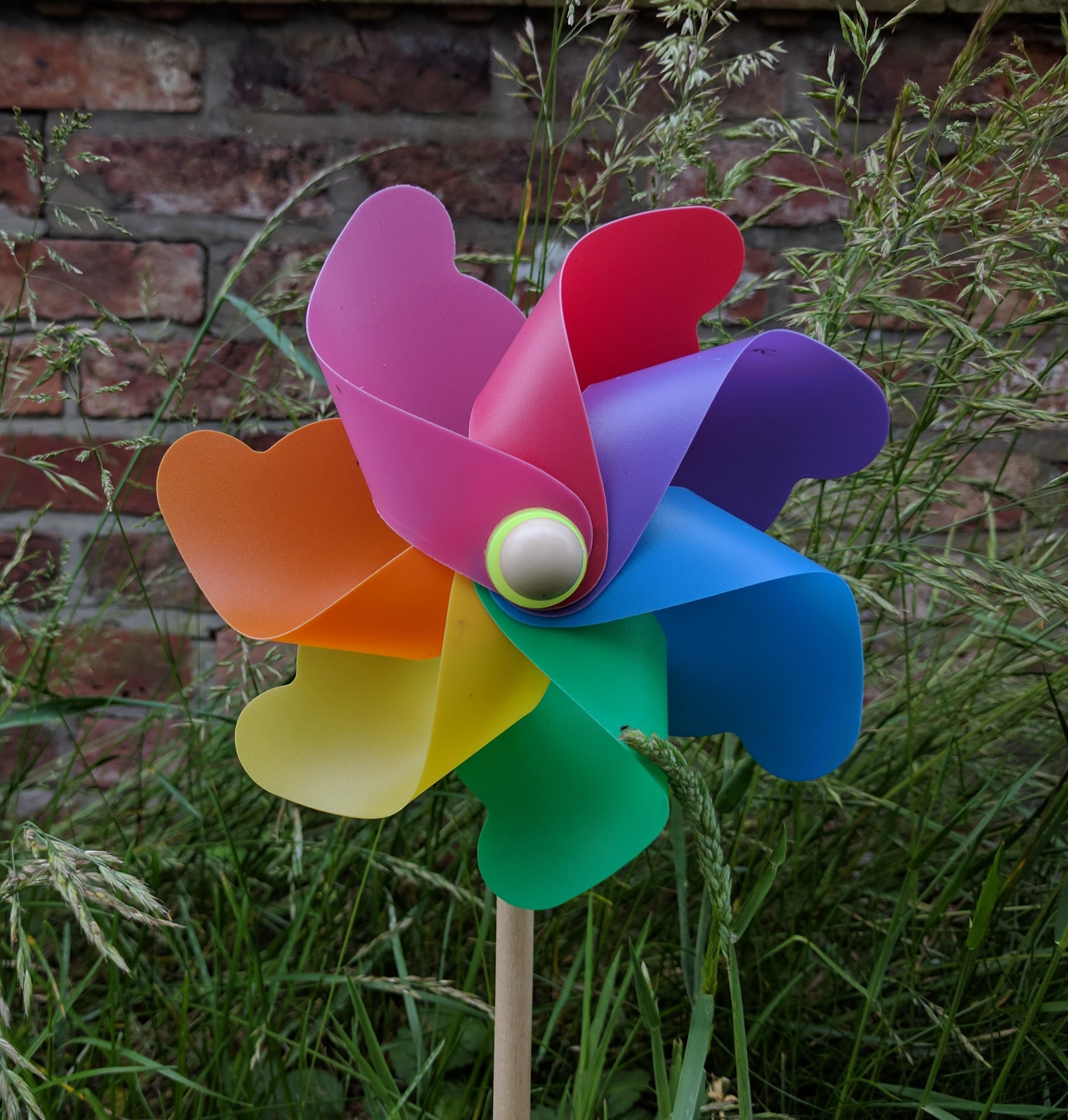
Een windmolentje van kunststof met zeven wieken

Een windmolentje of handmolen is speelgoed dat bestaat uit een rotor op een stok die in de hand gehouden kan worden. De rotor is gemaakt van licht materiaal, papier of kunststof bevestigd aan een licht draaiende as. De wieken van de rotor hebben een gekrulde vorm. In het verleden werden de wieken wel gemaakt van perkament of hout. Het speelgoed is ontworpen om te draaien wanneer er door een persoon of door de wind tegen wordt geblazen. Het molentje kan ook aan het draaien gebracht worden door er bijvoorbeeld mee te rennen.
De naam van het speelgoed, windmolentje, is een verkleinwoord van het woord windmolen. Het windmolentje wordt alleen als speelgoed gebruikt, of als instructiemateriaal voor windenergie. Een anemometer, meetinstrument voor het bepalen van de windsnelheid, wordt echter ook wel windmolentje genoemd.
Soortgelijke molentjes, gemaakt van reflecterend materiaal, worden als vogelverschrikker toegepast.

## Zelf maken
Het speelgoed kan gemaakt met goedkoop materiaal. Een windmolentje met vier wieken kan bijvoorbeeld gemaakt worden door een vierkant stuk papier langs de twee diagonalen tot iets verder dan halverwege het midden in te knippen en elk van de punten om te buigen en deze op een punaise te prikken. In het midden worden de punten tegen elkaar geplakt. De punaise dient als draaias en wordt in een stokje geprikt dat in de hand gehouden kan worden.
Simpeler varianten bestaan ook, zo kan een kruisvormig geknipt papier ook aan het draaien gebracht worden, mits de punten licht naar voren gebogen worden. Kinderen vanaf een jaar of vijf kunnen het al zelf maken.

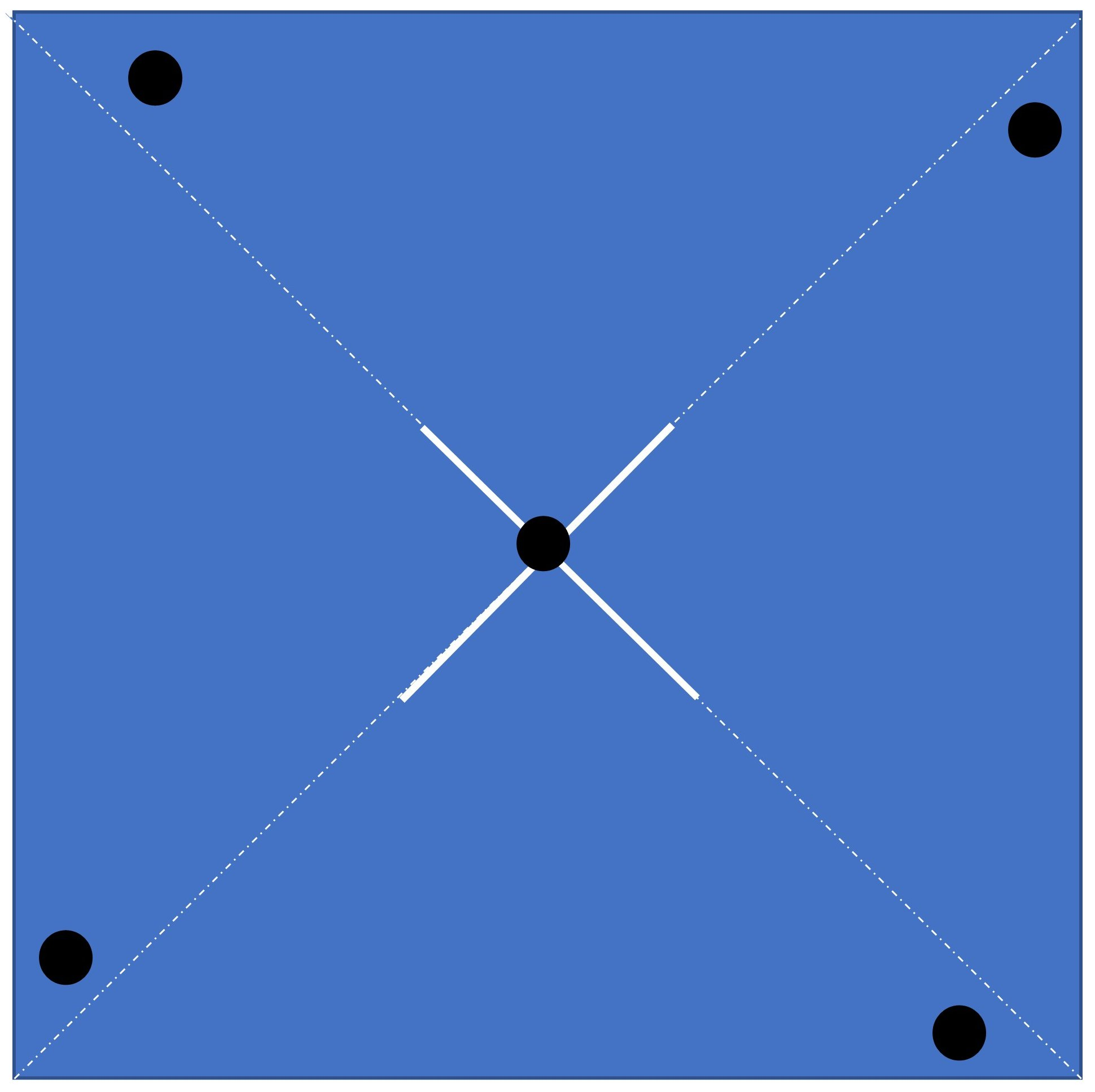
Patroon voor het maken van een windmolentje. Knip in over de stippellijnen, maak kleine gaatjes op de plaats van de zwarte stippen, breng de wieken in een ronde vorm zodat de zwarte stippen op elkaar vallen en assembleer het geheel met bijvoorbeeld een punaise of een speld die een rond stukje karton is geprikt.

## Fysische aspecten
In een windmolentje, maar ook in een grotere windturbine, wordt de horizontale beweging van de lucht in een cirkelvormige beweging van het molentje omgezet.

Een volgens de bovenstaande aanwijzingen gemaakt windmolentje heeft een voorkeursrichting om in te draaien, Het molentje draait het makkelijkste als er van de zijkant tegenaan geblazen wordt, zodat de lucht in de holle gedeeltes van de wieken terecht komt. Als tegen de bolle kant van de wieken wordt geblazen, gaat het molentje andersom draaien, maar aanzienlijk langzamer. Aanblazen recht van voren doet het molentje ook draaien, maar ook dat is minder effectief. 
Als het windmolentje zich in een homogeen windveld bevindt heeft het dus een sterke voorkeursrichting om in te draaien. Het windmolentje in de figuur hieronder draait als voorkeursrichting met de klok mee. Het windmolentje in het filmpje kan door de dubbele kromming van de wieken in vlagerige wind beide kanten op draaien. Ook grootschalige windmolens, zowel de traditionele als de moderne (met horizontale draaias) hebben een optimale draairichting.
Daarnaast hebben windmolentjes hebben een optimale positie ten opzichte van de windrichting. Meestal draaien ze het hardst als de wind van opzij komt. Ook traditionele windmolens en moderne windturbines - althans die met een horizontale draaias - hebben een optimale positie ten opzichte van de windrichting, waarbij de energie in de wind het beste benut wordt.
De draaisnelheid waarmee het windmolentje draait is niet alleen afhankelijk van de windrichting en de positie van het molentje ten opzichte van de wind, maar ook van de windsnelheid. Een hogere windsnelheid zal ervoor zorgen dat het molentje sneller gaat draaien. Zou je twee windmolentjes hebben die van hetzelfde materiaal zijn gemaakt en alleen verschillen in grootte, dan zal het grotere windmolentje langzamer draaien bij dezelfde windsnelheid, omdat het grotere windmolentje zwaarder is.

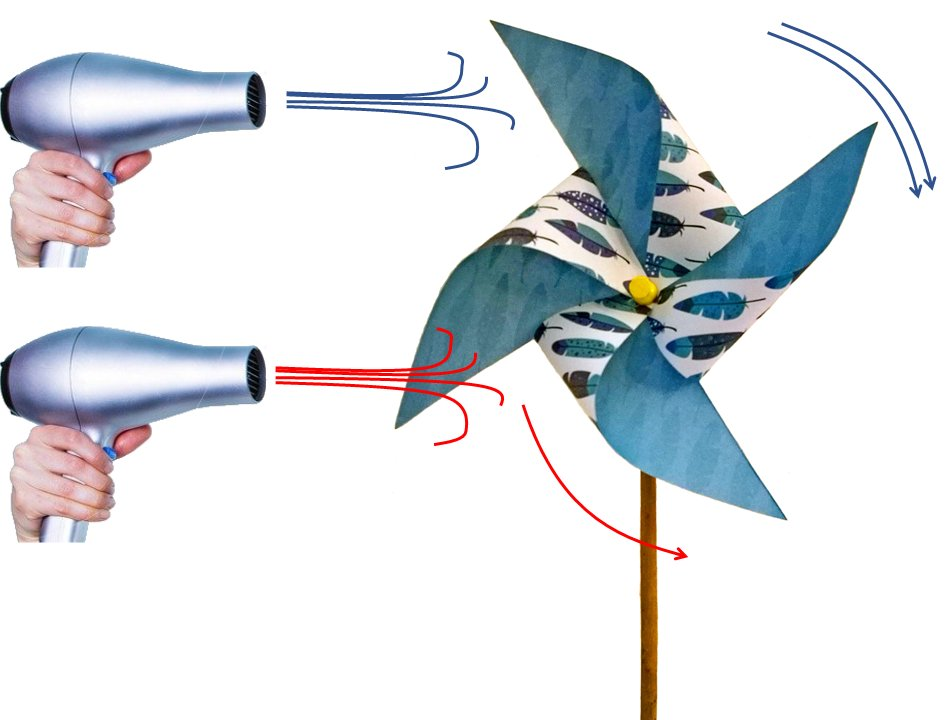
Illustratie van de draairichting en draaisnelheid van een windmolentje, afhankelijk van de blaaspositie.

De kinetische energie Erot van een draaiend windmolentje is gelijk aan:
{\displaystyle E_{\mathrm {rot} }={\frac {1}{2}}I\omega ^{2}}
hierin is
{\displaystyle \omega } de hoeksnelheid in radialen per seconde
{\displaystyle I} het traagheidsmoment om de draaias in kg·m²
{\displaystyle E_{\mathrm {rot} }} volgt dan in joule

### Rekenvoorbeeld van het vermogen van een papieren windmolentje
Stel, iemand heeft een papieren windmolentje gemaakt met een diameter van 30 cm en een gewicht van 6 gram (0,006 kg). In de wind gezet draait het windmolentje op een bepaald moment 5 omwentelingen per seconde. Dan is de hoeksnelheid {\displaystyle \omega } gelijk aan 2π×5 = 31 radialen per seconde. Het traagheidsmoment is lastig te bepalen. Een schatting daarvan kan gemaakt worden door aan te nemen dat het zwaartepunt van elke wiek op 10 cm vanaf het centrum ligt, dus op 0,1 m. Het traagheidsmoment {\displaystyle I} bedraagt dan (0,1)2×0,006 = 0,00006 kg·m². De kinetische energie {\displaystyle E_{\mathrm {rot} }} van deze draaiing is dan 1/2 × 0,00006 × (31)2 = 0,03 joule. Het vermogen dat het windmolentje maximaal zou kunnen leveren bedraagt dan 0,03 joule/seconde = 0,03 watt.
De conclusie van deze berekening is dat het vermogen van een draaiend papieren windmolentje erg gering is. In het uitgewerkte voorbeeld is het vermogen zelfs onvoldoende om een traditioneel fietslampje te laten branden, want dat soort lampjes verbruiken ca. 0,25 watt. Voor het winnen van energie uit wind zijn dan ook veel grotere en zwaardere molens nodig dan zo een klein windmolentje.
In een praktijkproef kan de draaisnelheid van een windmolentje overigens geschat worden door een van de wieken een andere kleur te geven en het aantal passages te tellen gedurende bijvoorbeeld 10 seconden en daaruit het aantal omwentelingen per seconde te berekenen.

## Geschiedenis
In China zouden al minstens 1000 jaar geleden soortgelijke miniatuurmolens gemaakt zijn. Er zijn afbeeldingen gevonden op een schilderij door Li Song uit de Song-dynastie en op kleding van de keizer van de Ming-dynastie. In het 17e-eeuwse geschrift Dijing Jingwulue is beschreven dat windmolentjes gemaakt werden van een stengel van de eetbare graansoort sorghum, met vierkante wieken van rood en groen papier.
Een vroege afbeelding van een windmolentje in de Lage Landen dateert uit 1482. Het molentje, afgebeeld door een anonieme kunstenaar in het boek De proprietatibus rerum van Bartholomaeus Anglicus, bestond uit niet meer dan een stokje dat kon draaien met aan de twee uiteinden vleugeltjes. Eenzelfde molentje komt voor op een schilderij van Jeroen Bosch uit rond 1510, waar een naakt jongetje met een looprek op staat en op het schilderij Kinderspelen van Pieter Bruegel de Oude.
In het jaar 1600 beeldde Crispijn van de Passe de Oude een kind met een windmolentje af op een van zijn prenten uit de serie met theologische deugden.
Jan Steen heeft in 1663 een kind met een speelgoed windmolentje met zes wieken geschilderd. Dat toen in het Nederlands al de term windmolentje werd gebruikt blijkt uit een vertaling van Gargantua en Pantagruel van François Rabelais uit 1682 door Claudio Gallitalo, pseudoniem voor Nicolaas Jarichides Wieringa. In dat boek kreeg Gargantua een windmolentje voor zijn vijfde verjaardag.
In de Verenigde Staten werden vanaf het eind van de 18e eeuw "whirligigs" gemaakt, bewegende constructies die werden aangedreven door een windmolentje.
Een naar de Verenigde Staten geëmigreerde Armeense speelgoedfabrikant, Tegran M. Samour (voluit Dikran Samourkashian), geboren in 1880, patenteerde in 1919 in Roxbury, Massachusetts, een moderne versie van het windmolentje. Zijn ontwerp bestond uit 8 bladen of wieken die om en om een andere kleur hadden om het ontwerp er aantrekkelijk uit te laten zien. In 1922 ontving hij patent op een andere speelgoedmolen die aan het draaien gebracht kon worden door aan een draad te trekken die om een as gewikkeld was en die daarbij vervormde door de middelpuntvliedende kracht. In 1937 verkreeg hij patent op het ontwerp van een speelgoedvliegtuig met drie draaiende, tweebladige propellers.

Op 16 maart 2000 gaf Deutsche Post een postzegel uit met een windmolentje met kleurrijke wieken, naar een ontwerp van graficus Peter Steiner.

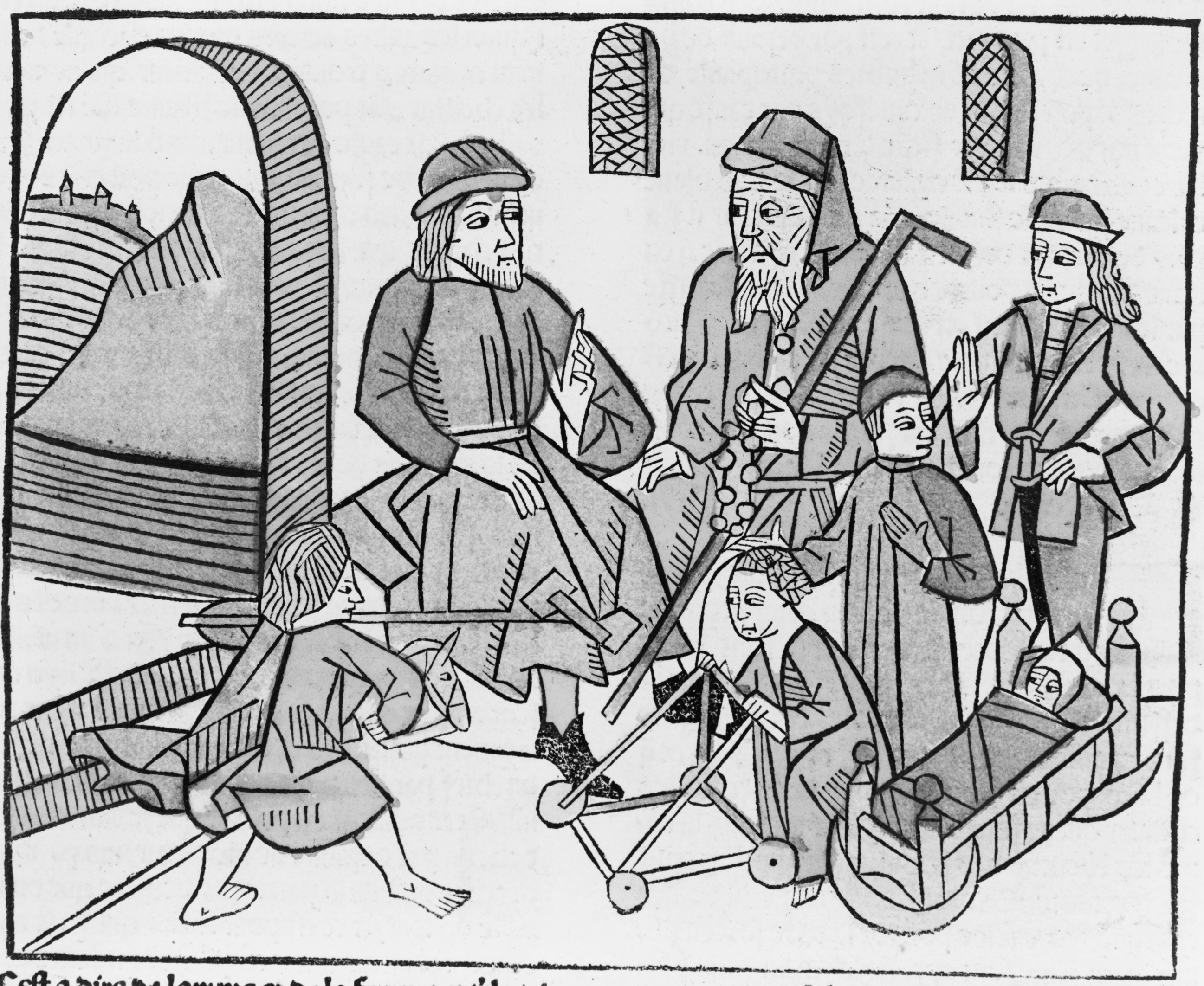
1482, anoniem, illustratie in werk Barholomaeus Anglicus
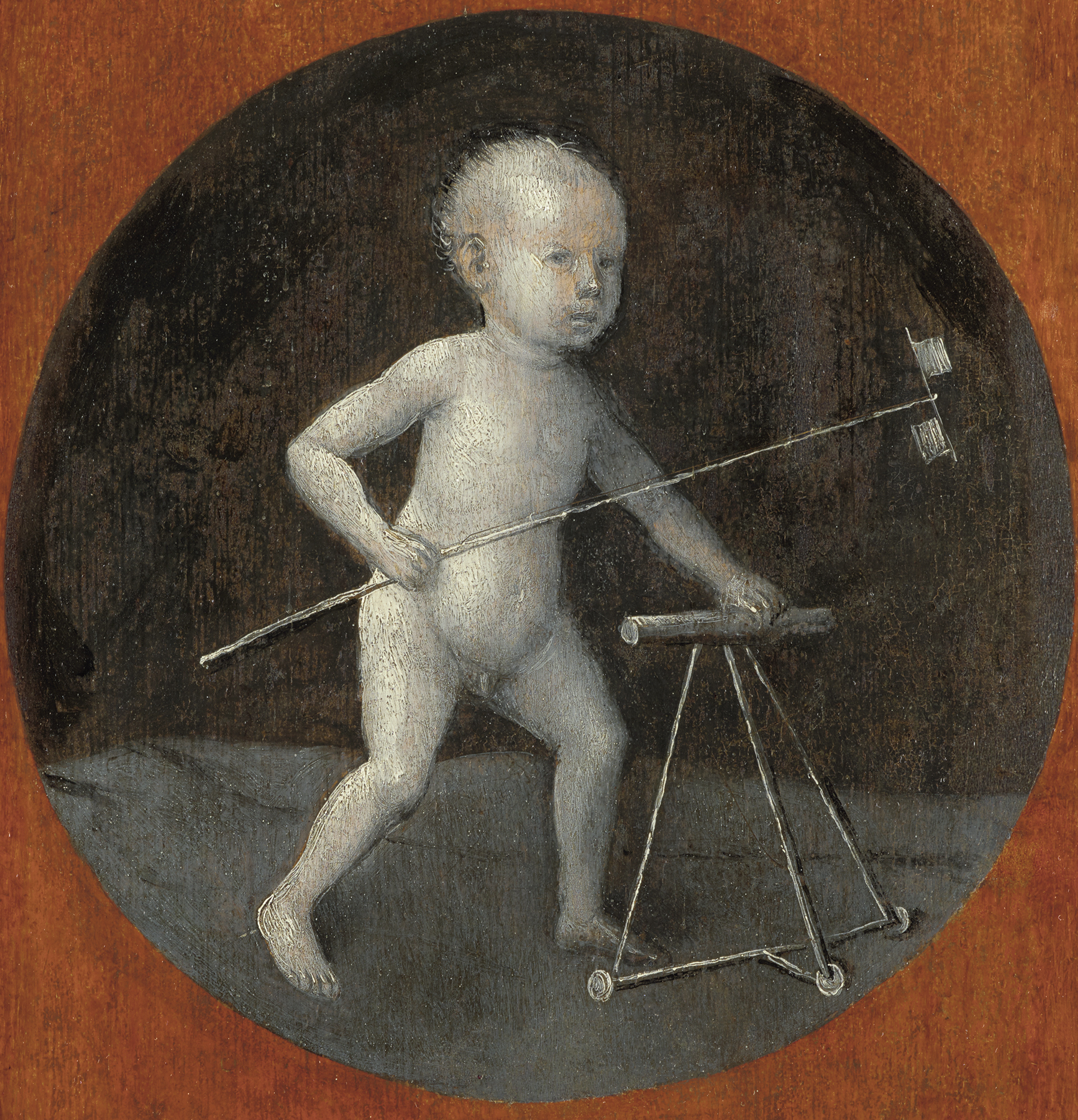
ca. 1500 Jeroen Bosch
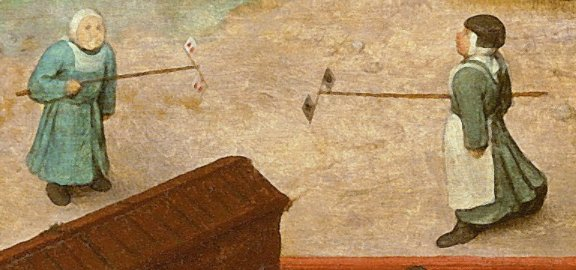
1560, Pieter Breugel de oude
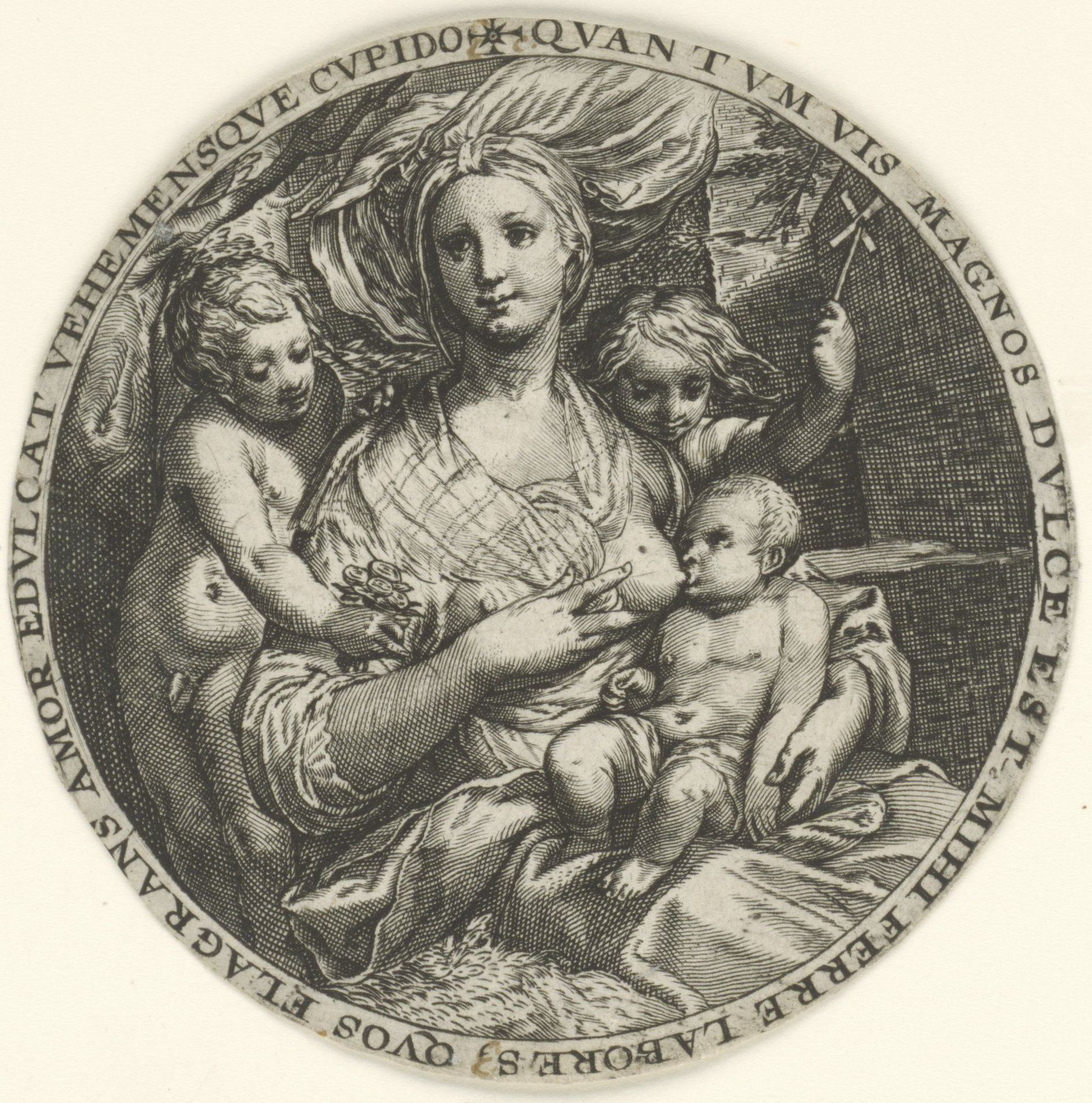
1600, Prent Liefde, van Crispijn van de Passe de Oude, 1600
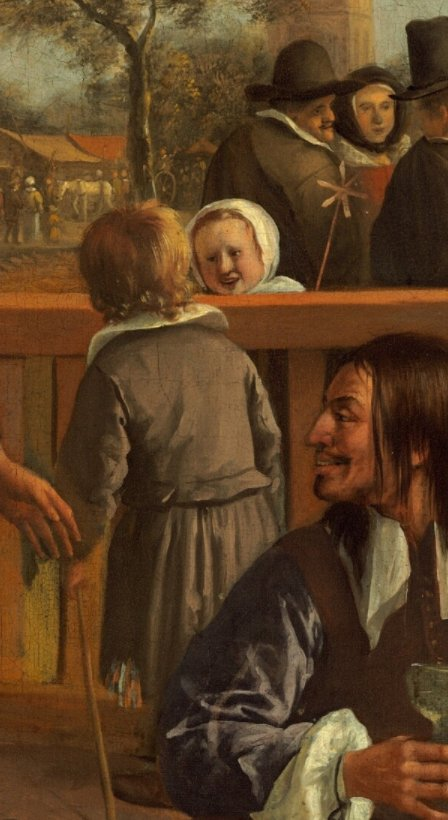
1663, detail van schilderij Jan Steen, het dansende paar
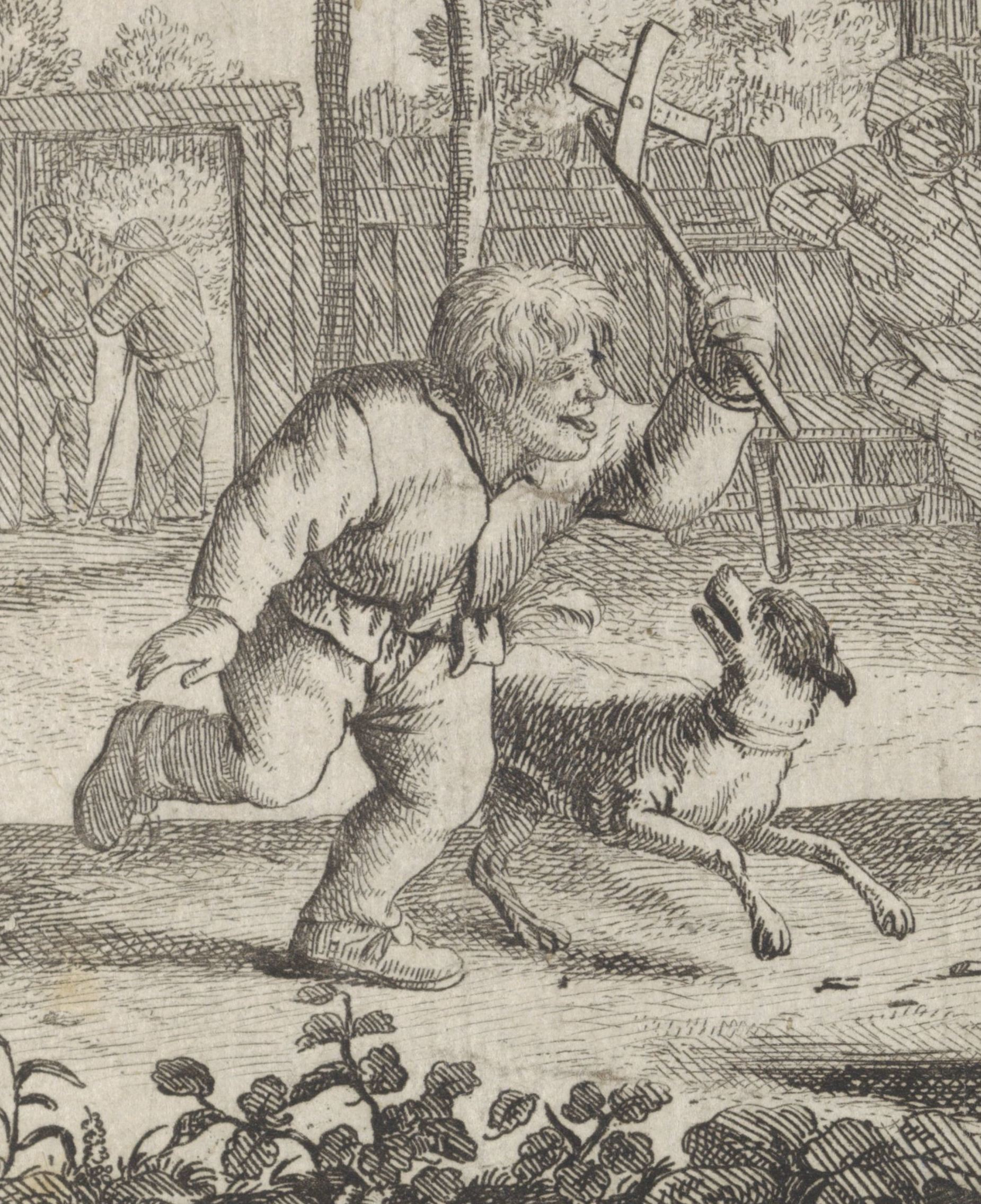
1680. Detail van de prent Appelverkoopster van Justus van den Nijpoort, 1680
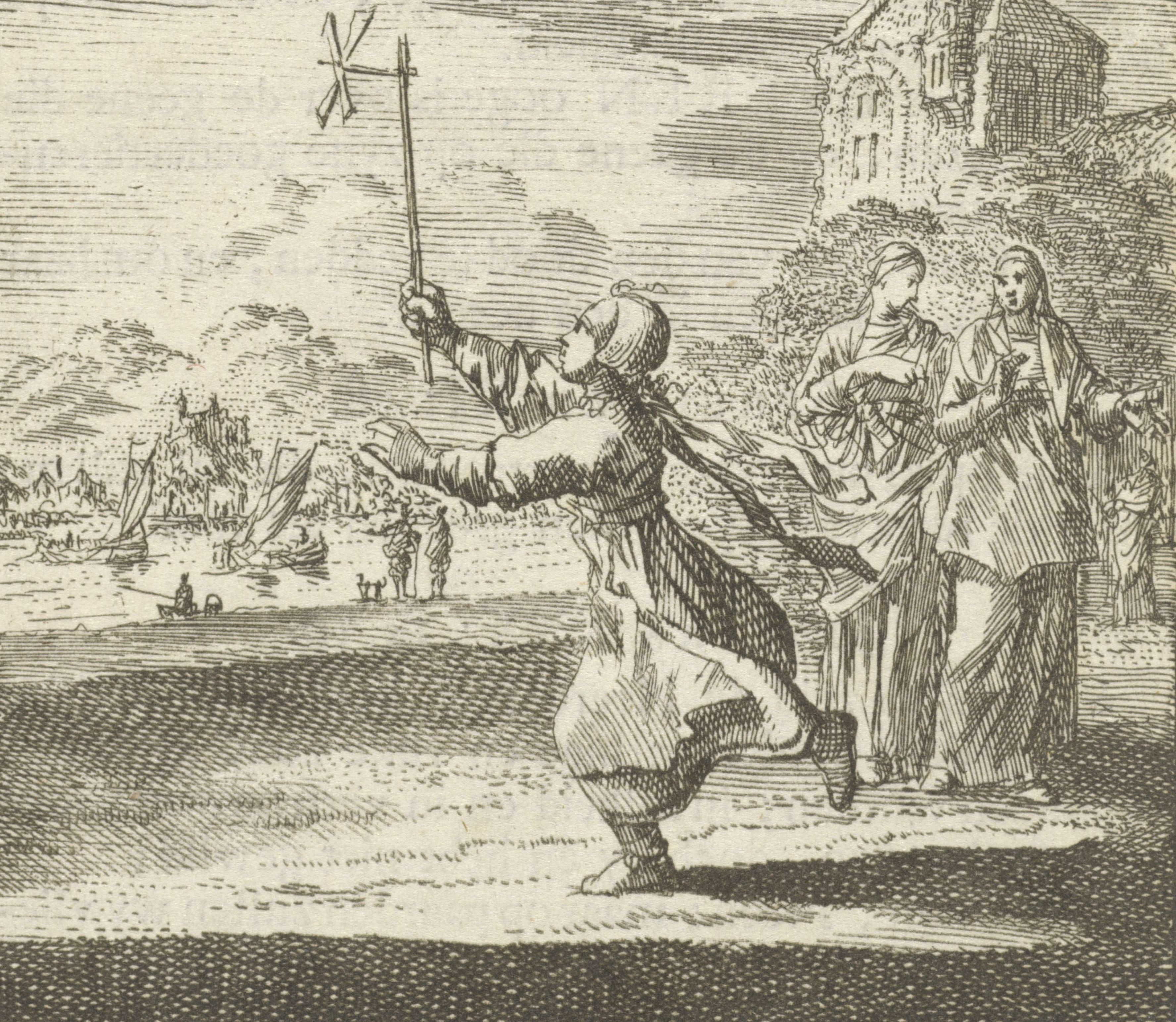
1712, Kind spelend met een windmolentje, Jan Luyken
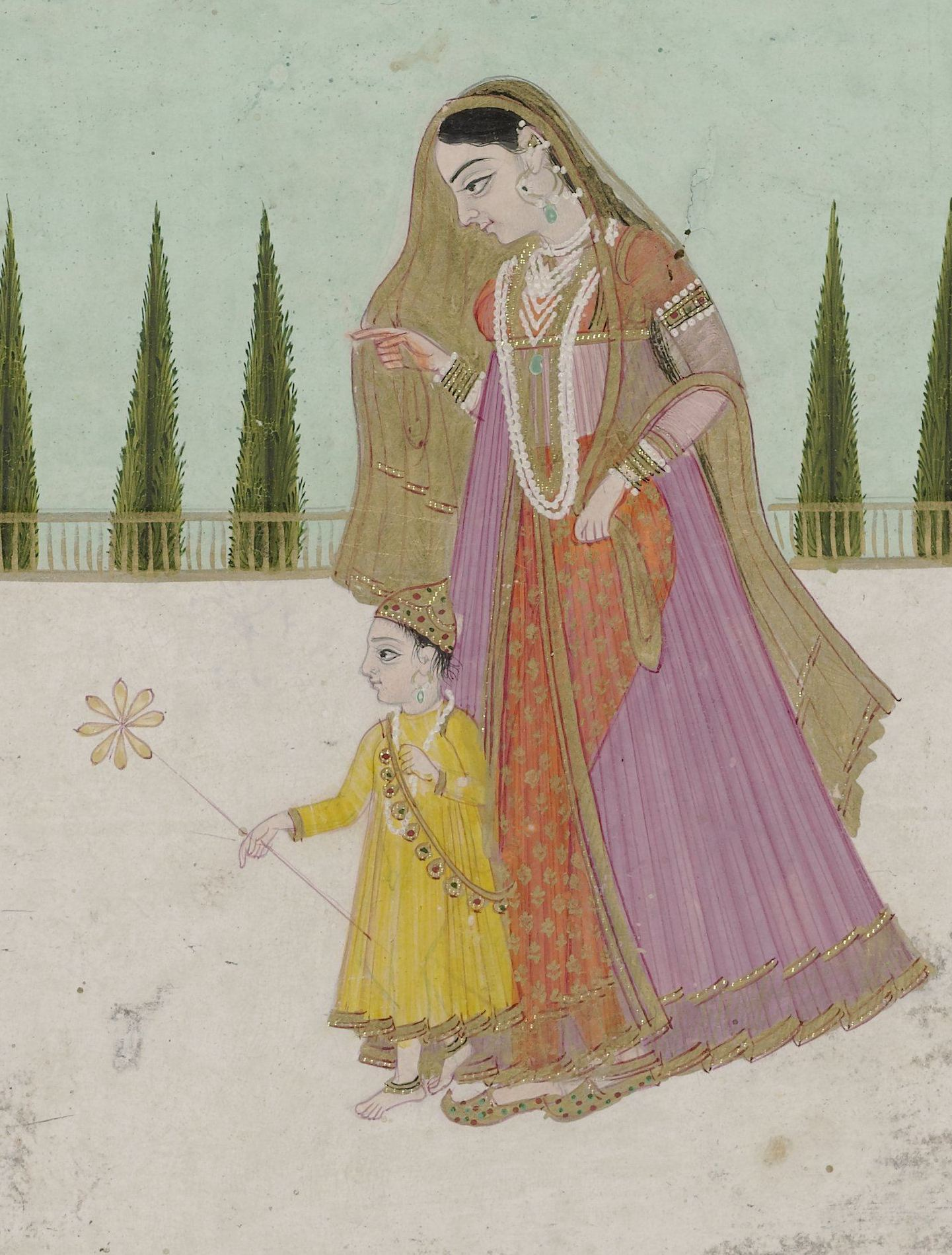
1780, vrouw met kind, anonieme Indiase prent
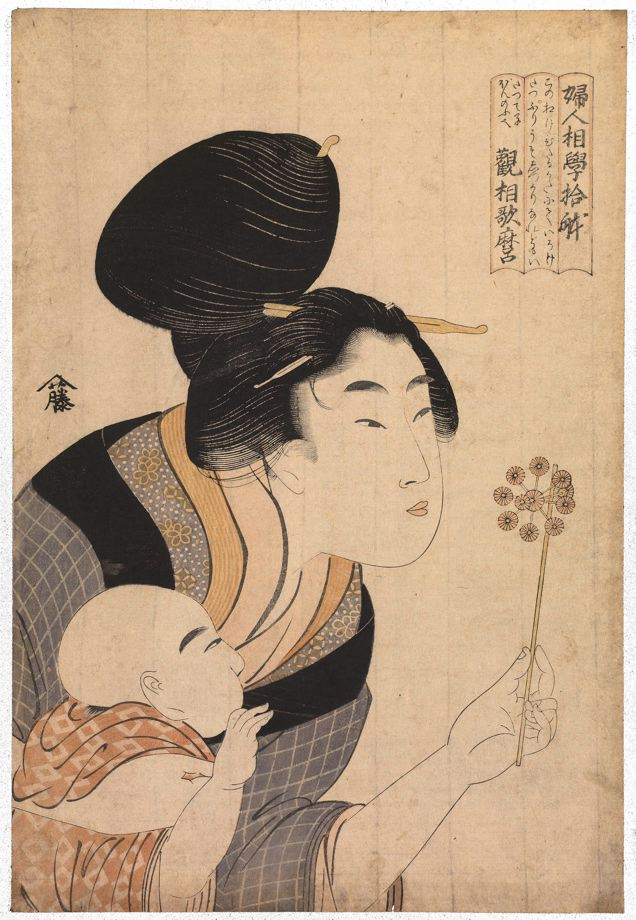
1792-93, Japans, Utamaro, vrouw blaast tegen een windmolentje voor haar kind.

## Tradities

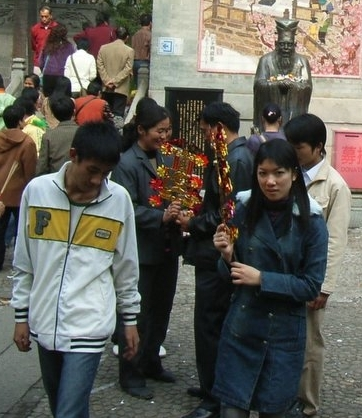
Mensen met windmolentjes tijdens Chinees nieuwjaar in Foshan

### China
In China, vooral in Beijing, worden papieren windmolentjes traditioneel gekocht tijdens vieringen van het Chinees nieuwjaar. Ze worden buitenshuis bevestigd, omdat draaiende windmolens geluk zouden brengen. Er worden grote constructies gemaakt met vele kleurrijke papieren molentjes.
Het kwetsbare papier voor de wieken wordt wel vervangen door non-woven textiel, dat de windmolentjes duurzamer maakt. De molentjes in de grote constructies worden ook gebruikt als aandrijving voor kleine trommeltjes, zodat er geluid ontstaat als de molentjes draaien..

### Japan

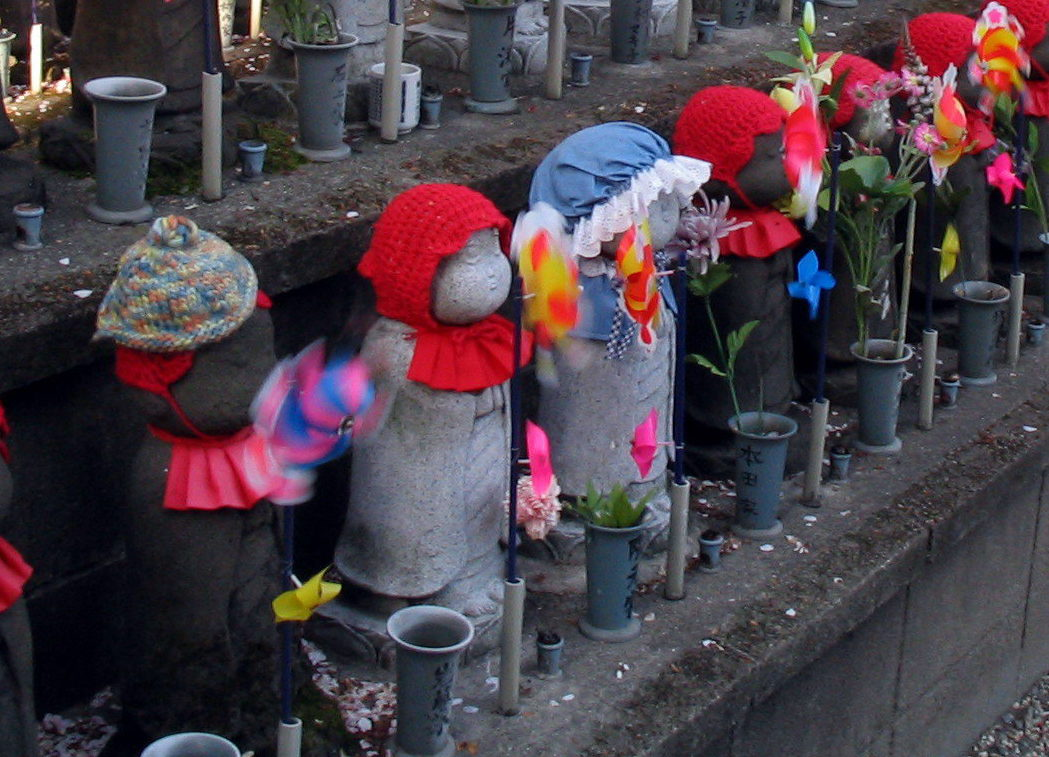
Jizo beeldjes in de Zojoji-tempel in Tokio met draaiende windmolentjes

In Japan worden op vele locaties Jizo-beeldjes geplaatst. Dit zijn afbeeldingen van een bodhisattva in de vorm van een baby of een foetus. Jizo is in de onderwereld de beschermer van kinderen, vooral van doodgeboren of geaborteerde kinderen en van kinderen die eerder zijn gestorven dan hun ouders. Naast de beeldjes zetten de ouders vaak een windmolentje neer om de kinderen te troosten. Ook worden windmolentjes als offer bij een groter beeld van Jizo neergezet.
Een andere traditie uit Okinawa heeft juist te maken met oude mensen. Als iemand 97 jaar is geworden wordt de gelukkige in een parade rondgereden en krijgt daarbij een windmolentje aangereikt. Het windmolentje is hier een metafoor voor het levenswiel. Iemand van 97 zal sterven en weer terugkeren als kind. De gewoonte is gebaseerd op de Kajimaya-mythe. Kajimaya staat in de lokale taal van Okinawa voor windmolentje.

## Wetenswaardigheden
In 2018 werd in Australië het grootste aantal windmolentjes tot dan bij elkaar geteld. Bezoekers aan het Melbourne museum konden een windmolentje maken en dat in een miniatuur windmolenterrein planten. Het aantal van 2401 windmolentjes werd als record opgenomen in het Guiness Book of Records.